# Xylota confusa
Xylota confusa är en tvåvingeart som beskrevs av Shannon 1926. Xylota confusa ingår i släktet vedblomflugor, och familjen blomflugor. Inga underarter finns listade i Catalogue of Life.